# 正本順三
正本 順三（まさもと じゅんぞう、1937年 - ）は日本の高分子化学者。

## 人物
エンジニアリングプラスチックの代表であるポリアセタール樹脂の革新的な製造技術を開発した研究開発者として著名。
旭化成特別主席研究員・京都大学化学研究所客員教授・京都工芸繊維大学客員教授・福井工業大学教授を経て、2011年より北陸学園北陸食育フードカレッジ（新潟県 長岡市）専任教授。2006年春に紫綬褒章を受章。日本化学会フェロー・高分子学会フェロー。

## 略歴
- 1937年 - 兵庫県淡路市 生まれ
- 1961年 - 京都大学 工学部 繊維化学科 卒業
- 1963年 - 同大学大学院 工学研究科 修士課程 繊維化学専攻（現：高分子化学専攻） 修了
- 1969年 - 工学博士（京都大学）
- 1963年 - 旭化成工業株式会社（現：旭化成株式会社） 入社。
- 1975年  - 同社　テナック開発室長
- 1982年  - 同社　エンジニアリング樹脂技術開発部 次長
- 1988年  - 同社　ポリマー開発研究所　部長・特別主席研究員
- 1995年 - （兼）京都大学 化学研究所 客員教授
- 1996年 - 旭化成工業株式会社 退社
- 1996年 - 京都工芸繊維大学 繊維学部 高分子学科 客員教授
- 2000年 - 福井工業大学 工学部 経営情報学科 教授
- 2010年 - 同大学 退職
- 2011年 - 北陸学園 北陸食育フードカレッジ 管理栄養士学科 専任教授

## 受賞歴
- 1971年 繊維学会厚木記念賞
- 1988年 化学工学会技術賞
- 1989年 大河内記念会技術賞
- 1989年 化学工学会技術賞
- 1990年 市村賞（産業賞功績賞）
- 1990年 日本化学工業協会技術賞
- 1990年 毎日新聞工業技術賞
- 1991年 日本化学会化学技術賞
- 1991年 高分子学会賞
- 1991年 科学技術庁長官賞（科学技術功労者表彰）
- 2006年 紫綬褒章[1]
- 2007年 高分子学会フェロー
- 2010年 日本化学会フェロー
- 2010年 高分子科学功績賞

## 関連人物
- 桜田一郎
- 堀尾正雄
- 西島安則
- 野依良治
- 山口信夫
- 吉野彰
- 国武豊喜
- 岡本佳男
- 小林四郎
- 原田明
- 中條善樹
- 相田卓三